# 新加坡电影
新加坡電影是關於新加坡電影文化的發展。儘管五十年代和六十年代中國和馬來西亞電影業蓬勃發展，但新加坡電影業在1965年獨立後下降。 有幾部電影以新加坡演員為特色，並在新加坡拍攝，包括《Saint Jack》、《They Call Her Cleopatra Wong》和《瘋狂亞洲富豪》。

## 資料來源
1. ↑  Singapore Film Market []